# 都道府県立自然公園
都道府県立自然公園（とどうふけんりつしぜんこうえん）とは、自然公園法およびそれに基づく都道府県の条例の規定に基づき、その都道府県を代表する優れた風景地について知事が指定する自然公園の一種である。環境大臣が指定する国立公園・国定公園とともに、自然環境の保護と快適で適正な利用を目的として設定されている。

## 概要
2022年（令和4年）3月31日現在、全国で310か所の都道府県立自然公園が指定されている。指定面積を合計すると1,912,806ヘクタール（日本の国土面積の5.1%を占める）。内訳は行為規制の強い特別地域が約35%、普通地域が約65%であり、国立公園や国定公園に比べると普通地域の割合が高い。
群馬県を除く46都道府県が自然公園法に準拠する自然公園条例を制定している。大阪府は条例制定が遅く2001年だった。群馬県は同法に準拠しない条例により県立公園を設置している。
多くの県は「〇〇県立自然公園」「〇〇道立自然公園」の名称を用いるがそうでない地域もある。埼玉県・千葉県・京都府・大阪府・奈良県は「県立〇〇自然公園」「府立〇〇自然公園」、長崎県および長野県は「〇〇県立公園」。東京都及び神奈川県は都県名を冠して「神奈川県立〇〇自然公園」「東京都立〇〇自然公園」とする。また宮城県は「県立自然公園〇〇」「〇〇県立自然公園」の2通りある。

## 都道府県立自然公園一覧

### 北海道地方

#### 北海道
- 富良野芦別道立自然公園
- 檜山道立自然公園
- 恵山道立自然公園
- 野付風蓮道立自然公園
- 松前矢越道立自然公園
- 北オホーツク道立自然公園
- 道立自然公園野幌森林公園
- 狩場茂津多道立自然公園
- 朱鞠内道立自然公園
- 天塩岳道立自然公園
- 斜里岳道立自然公園

11か所

### 東北地方

#### 青森県
- 浅虫夏泊県立自然公園
- 大鰐碇ヶ関温泉郷県立自然公園（wikidata）
- 名久井岳県立自然公園（wikidata）
- 芦野池沼群県立自然公園（wikidata）
- 黒石温泉郷県立自然公園（wikidata）
- 岩木高原県立自然公園
- 津軽白神県立自然公園（wikidata）

7か所

#### 岩手県
- 花巻温泉郷県立自然公園（wikidata）
- 久慈平庭県立自然公園（wikidata）
- 外山早坂高原県立自然公園（wikidata）
- 湯田温泉峡県立自然公園（wikidata）
- 折爪馬仙峡県立自然公園（wikidata）
- 五葉山県立自然公園（wikidata）
- 室根高原県立自然公園

7か所

#### 宮城県
- 県立自然公園松島（wikidata）
- 県立自然公園旭山
- 蔵王高原県立自然公園（wikidata）
- 県立自然公園二口峡谷（wikidata）
- 県立自然公園気仙沼（wikidata）
- 県立自然公園船形連峰
- 硯上山万石浦県立自然公園（wikidata）
- 阿武隈渓谷県立自然公園

8か所

#### 秋田県
- 八森岩館県立自然公園
- 秋田白神県立自然公園
- 田代岳県立自然公園（wikidata）
- きみまち阪県立自然公園（wikidata）
- 森吉山県立自然公園
- 太平山県立自然公園
- 田沢湖抱返り県立自然公園
- 真木真昼県立自然公園

8か所

#### 山形県
- 庄内海浜県立自然公園（wikidata）
- 御所山県立自然公園（wikidata）
- 県南県立自然公園（wikidata）
- 加無山県立自然公園
- 天童高原県立自然公園（wikidata）
- 最上川県立自然公園（wikidata）

6か所

#### 福島県
- 霊山県立自然公園（wikidata）
- 霞ヶ城県立自然公園
- 南湖県立自然公園（wikidata）
- 奥久慈県立自然公園（wikidata）
- 磐城海岸県立自然公園
- 松川浦県立自然公園
- 勿来県立自然公園（wikidata）
- 大川羽鳥県立自然公園（wikidata）
- 阿武隈高原中部県立自然公園（wikidata）
- 夏井川渓谷県立自然公園（wikidata）

10か所

### 関東・甲信越地方

#### 茨城県
- 花園花貫県立自然公園
- 高鈴県立自然公園（wikidata）
- 太田県立自然公園（wikidata）
- 奥久慈県立自然公園（wikidata）
- 大洗県立自然公園（wikidata）
- 水戸県立自然公園（wikidata）
- 御前山県立自然公園（wikidata）
- 吾国愛宕県立自然公園（wikidata）
- 笠間県立自然公園（wikidata）

9か所

#### 栃木県
- 前日光県立自然公園（wikidata）
- 八溝県立自然公園（wikidata）
- 那珂川県立自然公園
- 益子県立自然公園（wikidata）
- 太平山県立自然公園
- 唐沢山県立自然公園（wikidata）
- 足利県立自然公園（wikidata）
- 宇都宮県立自然公園

8か所

#### 群馬県
なし。しかし、自治体独自での公園は指定しており、赤城山一帯を含む赤城県立公園や榛名山一帯を含む榛名県立公園など6つの県立公園を設けている。

#### 埼玉県
- 県立狭山自然公園
- 県立奥武蔵自然公園
- 県立黒山自然公園
- 県立長瀞玉淀自然公園
- 県立比企丘陵自然公園（wikidata）
- 県立上武自然公園（wikidata）
- 県立武甲自然公園（wikidata）
- 県立安行武南自然公園
- 県立両神自然公園
- 県立西秩父自然公園（wikidata）

10か所

#### 千葉県
- 県立養老渓谷奥清澄自然公園
- 県立九十九里自然公園
- 県立印旛手賀自然公園
- 県立高宕山自然公園
- 県立嶺岡山系自然公園
- 県立富山自然公園
- 県立大利根自然公園
- 県立笠森鶴舞自然公園

8か所

#### 東京都
- 都立滝山自然公園
- 都立高尾陣場自然公園
- 都立多摩丘陵自然公園（wikidata）
- 都立狭山自然公園
- 都立羽村草花丘陵自然公園（wikidata）
- 都立秋川丘陵自然公園

6か所

#### 神奈川県
- 県立丹沢大山自然公園
- 県立陣馬相模湖自然公園
- 県立奥湯河原自然公園（wikidata）
- 県立真鶴半島自然公園

4か所

#### 山梨県
- 四尾連湖県立自然公園
- 南アルプス巨摩県立自然公園

2か所

#### 長野県
- 御岳県立公園
- 三峰川水系県立公園
- 塩嶺王城県立自然公園
- 聖山高原県立公園
- 天竜小渋水系県立自然公園

5か所

#### 新潟県
- 瀬波笹川流れ粟島県立自然公園（wikidata）
- 胎内二王子県立自然公園（wikidata）
- 阿賀野川ライン県立自然公園（wikidata）
- 五頭連峰県立自然公園（wikidata）
- 長岡東山山本山県立自然公園（wikidata）
- 奥早出粟守門県立自然公園（wikidata）
- 魚沼連峰県立自然公園
- 米山福浦八景県立自然公園（wikidata）
- 直峰松之山大池県立自然公園（wikidata）
- 久比岐県立自然公園（wikidata）
- 白馬山麓県立自然公園（wikidata）
- 親不知子不知県立自然公園（wikidata）
- 小佐渡県立自然公園（wikidata）

13か所

### 北陸・東海地方

#### 富山県
- 朝日県立自然公園
- 有峰県立自然公園
- 五箇山県立自然公園
- 白木水無県立自然公園
- 医王山県立自然公園
- 僧ヶ岳県立自然公園

6か所

#### 石川県
- 山中・大日山県立自然公園
- 獅子吼・手取県立自然公園
- 碁石ケ峰県立自然公園
- 白山一里野県立自然公園
- 医王山県立自然公園

5か所

#### 福井県
- 奥越高原県立自然公園

1か所

#### 岐阜県
- 千本松原県立自然公園（wikidata）
- 揖斐県立自然公園
- 奥飛騨数河流葉県立自然公園
- 宇津江四十八滝県立自然公園（wikidata）
- 恵那峡県立自然公園（wikidata）
- 胞山県立自然公園
- 裏木曽県立自然公園
- 伊吹県立自然公園（wikidata）
- 土岐三国山県立自然公園（wikidata）
- 位山舟山県立自然公園（wikidata）
- 奥長良川県立自然公園
- 野麦県立自然公園（wikidata）
- せせらぎ渓谷県立自然公園（wikidata）
- 天生県立自然公園（wikidata）
- 御嶽山県立自然公園

15か所

#### 静岡県
- 日本平・三保松原県立自然公園（wikidata）
- 奥大井県立自然公園
- 御前崎遠州灘県立自然公園
- 浜名湖県立自然公園（wikidata）

4か所

#### 愛知県
- 渥美半島県立自然公園
- 南知多県立自然公園
- 段戸高原県立自然公園
- 振草渓谷県立自然公園
- 本宮山県立自然公園
- 桜淵県立自然公園
- 石巻山多米県立自然公園

7か所

#### 三重県
- 水郷県立自然公園
- 伊勢の海県立自然公園
- 赤目一志峡県立自然公園
- 香肌峡県立自然公園
- 奥伊勢宮川峡県立自然公園（wikidata）

5か所

### 関西地方

#### 滋賀県
- 三上・田上・信楽県立自然公園
- 朽木・葛川県立自然公園
- 湖東県立自然公園

3か所

#### 京都府
- 府立るり渓自然公園（wikidata）
- 府立保津峡自然公園（wikidata）
- 府立笠置山自然公園（wikidata）

3か所

#### 大阪府
- 府立北摂自然公園
- 府立阪南・岬自然公園（wikidata）

2か所

#### 兵庫県
- 多紀連山県立自然公園
- 猪名川渓谷県立自然公園
- 清水東条湖立杭県立自然公園
- 朝来群山県立自然公園
- 音水ちくさ県立自然公園
- 但馬山岳県立自然公園
- 西播丘陵県立自然公園
- 出石糸井県立自然公園
- 播磨中部丘陵県立自然公園
- 雪彦峰山県立自然公園
- 笠形山千ヶ峰県立自然公園

11か所

#### 奈良県
- 県立矢田自然公園（wikidata）
- 県立月ヶ瀬神野山自然公園（wikidata）
- 県立吉野川津風呂自然公園（wikidata）

3か所

#### 和歌山県
- 高野山町石道玉川峡県立自然公園（wikidata）
- 龍門山県立自然公園（wikidata）
- 生石高原県立自然公園
- 西有田県立自然公園（wikidata）
- 白崎海岸県立自然公園（wikidata）
- 煙樹海岸県立自然公園（wikidata）
- 城ヶ森鉾尖県立自然公園（wikidata）
- 果無山脈県立自然公園（wikidata）
- 日置川県立自然公園（wikidata）
- 白見山和田川峡県立自然公園（wikidata）
- 古座川県立自然公園（wikidata）
- 大塔山県立自然公園（wikidata）

12か所

### 中国・四国地方

#### 鳥取県
- 三朝東郷湖県立自然公園
- 奥日野県立自然公園
- 西因幡県立自然公園（wikidata）

3か所

#### 島根県
- 清水月山県立自然公園（wikidata）
- 鬼の舌震県立自然公園（wikidata）
- 宍道湖北山県立自然公園（wikidata）
- 立久恵峡県立自然公園（wikidata）
- 竜頭八重滝県立自然公園（wikidata）
- 江川水系県立自然公園（wikidata）
- 断魚渓・観音滝県立自然公園（wikidata）
- 千丈渓県立自然公園（wikidata）
- 浜田海岸県立自然公園（wikidata）
- 蟠竜湖県立自然公園（wikidata）
- 青野山県立自然公園（wikidata）

11か所

#### 岡山県
- 高梁川上流県立自然公園（wikidata）
- 吉備史跡県立自然公園（wikidata）
- 湯原奥津県立自然公園（wikidata）
- 吉備路風土記の丘県立自然公園（wikidata）
- 備作山地県立自然公園（wikidata）
- 吉備清流県立自然公園（wikidata）
- 吉井川中流県立自然公園（wikidata）

7か所

#### 広島県
- 南原峡県立自然公園（wikidata）
- 山野峡県立自然公園（wikidata）
- 三倉岳県立自然公園
- 竹林寺用倉山県立自然公園（wikidata）
- 仏通寺御調八幡宮県立自然公園（wikidata）
- 神之瀬峡県立自然公園

6か所

#### 山口県
- 長門峡県立自然公園（wikidata）
- 羅漢山県立自然公園（wikidata）
- 石城山県立自然公園（wikidata）
- 豊田県立自然公園（wikidata）

4か所

#### 徳島県
- 箸蔵県立自然公園
- 土柱高越県立自然公園
- 大麻山県立自然公園
- 奥宮川内谷県立自然公園
- 東山渓県立自然公園
- 中部山渓県立自然公園

6か所

#### 香川県
- 大滝大川県立自然公園

1か所

#### 愛媛県
- 金砂湖県立自然公園
- 奥道後玉川県立自然公園
- 皿ヶ嶺連峰県立自然公園
- 四国カルスト県立自然公園
- 肱川県立自然公園
- 佐田岬半島宇和海県立自然公園
- 篠山県立自然公園

7か所

#### 高知県
- 手結住吉県立自然公園（wikidata）
- 奥物部県立自然公園（wikidata）
- 白髪山県立自然公園（wikidata）
- 横倉山県立自然公園（wikidata）
- 横浪県立自然公園（wikidata）
- 入野県立自然公園（wikidata）
- 宿毛県立自然公園（wikidata）
- 龍河洞県立自然公園（wikidata）
- 中津渓谷県立自然公園
- 須崎湾県立自然公園（wikidata）
- 興津県立自然公園（wikidata）
- 安居渓谷県立自然公園（wikidata）
- 四国カルスト県立自然公園（wikidata）
- 北山県立自然公園（wikidata）
- 魚梁瀬県立自然公園（wikidata）
- 梶ヶ森県立自然公園
- 鷲尾山県立自然公園（wikidata）
- 工石山陣ヶ森県立自然公園（wikidata）

18か所

### 九州地方

#### 福岡県
- 太宰府県立自然公園（wikidata）
- 筑豊県立自然公園（wikidata）
- 筑後川県立自然公園（wikidata）
- 矢部川県立自然公園（wikidata）
- 脊振雷山県立自然公園（wikidata）

5か所

#### 佐賀県
- 黒髪山県立自然公園（wikidata）
- 多良岳県立自然公園（wikidata）
- 天山県立自然公園（wikidata）
- 八幡岳県立自然公園（wikidata）
- 脊振・北山県立自然公園（wikidata）
- 川上・金立県立自然公園（wikidata）

6か所

#### 長崎県
- 多良岳県立公園（wikidata）
- 野母半島県立公園（wikidata）
- 北松県立公園（wikidata）
- 大村湾県立公園（wikidata）
- 西彼杵半島県立公園（wikidata）
- 島原半島県立公園（wikidata）

6か所

#### 熊本県
- 金峰山県立自然公園
- 小岱山県立自然公園（wikidata）
- 三角大矢野海辺県立自然公園（wikidata）
- 芦北海岸県立自然公園（wikidata）
- 矢部周辺県立自然公園（wikidata）
- 五木五家荘県立自然公園（wikidata）
- 奥球磨県立自然公園（wikidata）

7か所

#### 大分県
- 国東半島県立自然公園
- 豊後水道県立自然公園
- 神角寺芹川県立自然公園
- 津江山系県立自然公園
- 祖母傾県立自然公園

5か所

#### 宮崎県
- 祖母傾県立自然公園（wikidata）
- 尾鈴県立自然公園（wikidata）
- 西都原杉安峡県立自然公園（wikidata）
- 母智丘・関之尾県立自然公園（wikidata）
- わにつか県立自然公園（wikidata）
- 矢岳高原県立自然公園

6か所

#### 鹿児島県
- 阿久根県立自然公園（wikidata）
- 吹上浜金峰山県立自然公園（wikidata）
- 藺牟田池県立自然公園（wikidata）
- 坊野間県立自然公園（wikidata）
- 川内川流域県立自然公園（wikidata）
- 高隈山県立自然公園（wikidata）
- 大隅南部県立自然公園
- トカラ列島県立自然公園（wikidata）
- 薩南海岸県立自然公園（wikidata）
- みしま県立自然公園（wikidata）

10か所

### 沖縄地方

#### 沖縄県
- 久米島県立自然公園（wikidata）
- 伊良部県立自然公園（wikidata）
- 渡名喜県立自然公園（wikidata）
- 多良間県立自然公園（wikidata）

4か所

## 廃止されたもの
自然公園法施行（1957年10月1日）以降に都道府県立自然公園となり、その後国定公園や国立公園への移行、区域の見直しなどで廃止されたものを挙げる。
北海道
厚岸道立自然公園（2021年厚岸霧多布昆布森国定公園に移行）、暑寒別道立自然公園および天売焼尻道立自然公園（1990年暑寒別天売焼尻国定公園に移行）、襟裳道立自然公園（1981年日高山脈襟裳国定公園に移行）、利尻礼文道立自然公園（1965年利尻礼文国定公園に移行）、ニセコ道立自然公園（1963年ニセコ積丹小樽海岸国定公園に移行）
青森県
深浦・十二湖県立自然公園および龍飛袰月県立自然公園（1975年津軽国定公園に移行）、恐山県立自然公園（1968年下北半島国定公園に移行）
岩手県
種差海岸階上岳県立自然公園（2013年陸中海岸国立公園に編入の上三陸復興国立公園に改称）、早池峰県立自然公園（1982年早池峰国定公園に移行）、須川焼石山郷県立自然公園（1968年栗駒国定公園に編入）、三陸海岸県立自然公園（1964年陸中海岸国立公園に編入）
宮城県
南三陸海岸県立自然公園および県立自然公園牡鹿半島（1979年南三陸金華山国定公園に移行）、栗駒山県立自然公園および玉造温泉郷県立自然公園（1968年栗駒国定公園に編入）
秋田県
男鹿県立自然公園（1973年男鹿国定公園に移行）、栗駒県立自然公園（1968年栗駒国定公園に編入）
福島県
只見柳津県立自然公園（2021年越後三山只見国定公園に編入）
長野県
中央アルプス県立自然公園（2020年中央アルプス国定公園に移行）、蓼科八ヶ岳・霧ヶ峰県立公園および美ヶ原塩尻峠県立公園（1964年八ヶ岳中信高原国定公園に移行）
愛知県
鳳来寺山県立自然公園（1969年天竜奥三河国定公園に移行）
福井県
九頭竜県立自然公園および越前海岸県立自然公園（1968年越前加賀海岸国定公園に移行）
和歌山県
大池貴志川県立自然公園（2009年指定解除）、田辺南部白浜海岸県立自然公園および熊野枯木灘海岸県立自然公園（2015年吉野熊野国立公園に編入）
広島県
帝釈峡県立公園および道後山県立公園ならびに比婆山県立公園（1963年比婆道後帝釈国定公園に移行）
高知県
室戸岬県立自然公園および甲浦海岸県立自然公園（1964年室戸阿南海岸国定公園に移行）
長崎県
壱岐県立公園および対馬県立公園（1968年壱岐対馬国定公園に移行）
鹿児島県
甑島県立自然公園（2015年甑島国定公園に移行）